# Iljinszko-Podomszkoje
Iljinszko-Podomszkoje (oroszul: Ильинско-Подомское) falu Oroszország Arhangelszki területén, a Vilegodszki járás székhelye.
Lakossága: 3682 fő (a 2010. évi népszámláláskor).

## Fekvése
Az Arhangelszki terület délkeleti részén, a Vilegy (a Vicsegda mellékfolyója) jobb partján terül el. A legközelebbi város a 65 km-re fekvő Korjazsma, és nem sokkal távolabb van Kotlasz (104 km), a nagy közlekedési csomópont.

## Története
Írott forrás először az 1379. évnél említi Permi Szent István misszionáriusi tevékenységével kapcsolatban. A Vilegy környéki földek egy része a 16. századtól a gazdag Sztroganov család birtokaihoz tartozott.
Illés prófétának szentelt temploma (Cerkov Ilji-proroka)1789-ben épült.
A falu 1924 óta járási székhely. Lakossága főként állattenyésztéssel és méhészettel foglalkozik.